# Wolfgang de Dalberg

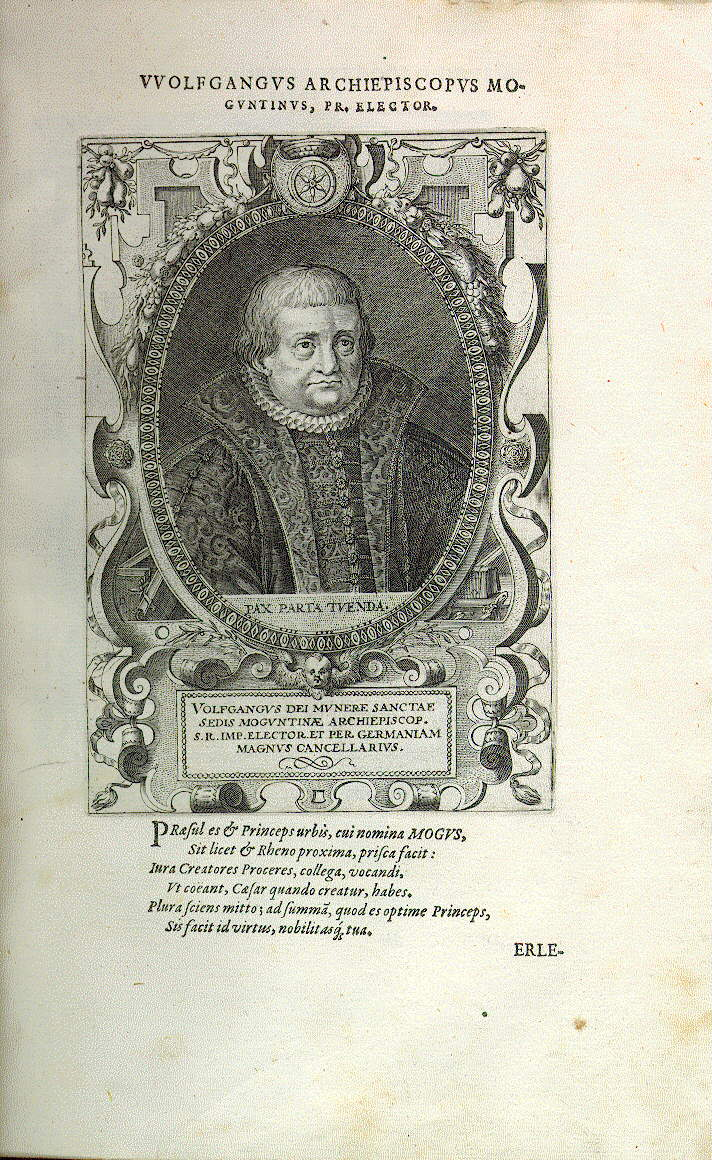
Portrait d'électeur Wolfgang de Dalberg, par Dominicus Custos, 1600-1602, gravure sur cuivre.

Wolfgang de Dalberg, né 1538, décédé le 5 avril 1601 à Aschaffenbourg, est Prince-Électeur-archevêque de Mayence de 1582 à 1601.

## Biographie
Wolfgang, fils de Frédéric de Dalberg, et d'Anne de Fleckenstein, chanoine et prévôt de Spire, choisi par l'archevêque Daniel Brendel von Homburg pour son vicaire général, en 1563, et nommé, l'année suivante, scholastique par le chapitre de Mayence, fut élevé sur le siège de cette église par une élection canonique, le 20 avril 1582. Au premier tour le 19 avril, Jules Echter von Mespelbrunn, prince-évêque de Würzburg et chanoine de Mayence, atteint une majorité de douze voix contre le prévôt Dalberg, mais pas la majorité requise des deux tiers.
Ce fut l'empereur Rodolphe qui annonça cette promotion au pape Grégoire XIII par sa lettre du 7 mai, qui contient un éloge complet des talents et des vertus de l'élu. L'an 1584, Auguste, électeur de Saxe, allant aux eaux de Schwalbach avec l'électrice, sa femme, passa par Mayence, où Wolfgang lui fit une réception convenable à sa dignité. L'archevêque de Trèves s'y rencontra dans le même temps. Quoique de religion différente, les deux prélats et Auguste désiraient également la paix de l’Allemagne, et s'entretinrent ensemble, pendant deux jours, des moyens de la procurer.
Entre les divertissements que l'on donna à cette occasion, Nicolaus Serarius remarque la représentation de là tragédie d'Esther, qui fut jouée au collège des Jésuites, et dont les acteurs étaient, dit-il, au nombre de cent dix, qui firent à merveille chacun leur personnage. A Canise ayant été prise, le 22 octobre 1600, par les Turcs, cet événement jeta l'alarme dans l'empire, et fit penser Rodolphe, l'année suivante, à convoquer une nouvelle diète pour obtenir de nouveaux secours. Il fit part de son dessein à l'électeur de Mayence par le canal du baron de Neuhauss, l'un des conseillers auliques qu'il lui envoya. Le pape Clément VIII,'également consterné des progrès de l'ennemi du christianisme, écrivit, le 13 janvier i(ioi, une lettre très-touchante et en beau latin à Wolfgang pour l'exhorter, et, par lui, ses collègues les électeurs de Trêves et de Cologne, à venir au secours de la religion et de l'empire également menacés par leur plus redoutable ennemi. Cette lettre trouva Wolfgang malade dans son palais d'Aschaffenbourg. Sa santé dépérissant de jour en jour, il termina le cours de sa vie le 5. avril 1601. Son corps ayant été rapporté à Mayence, fut inhumé dans la Cathédrale Saint-Martin de Mayence le 17 du même mois.

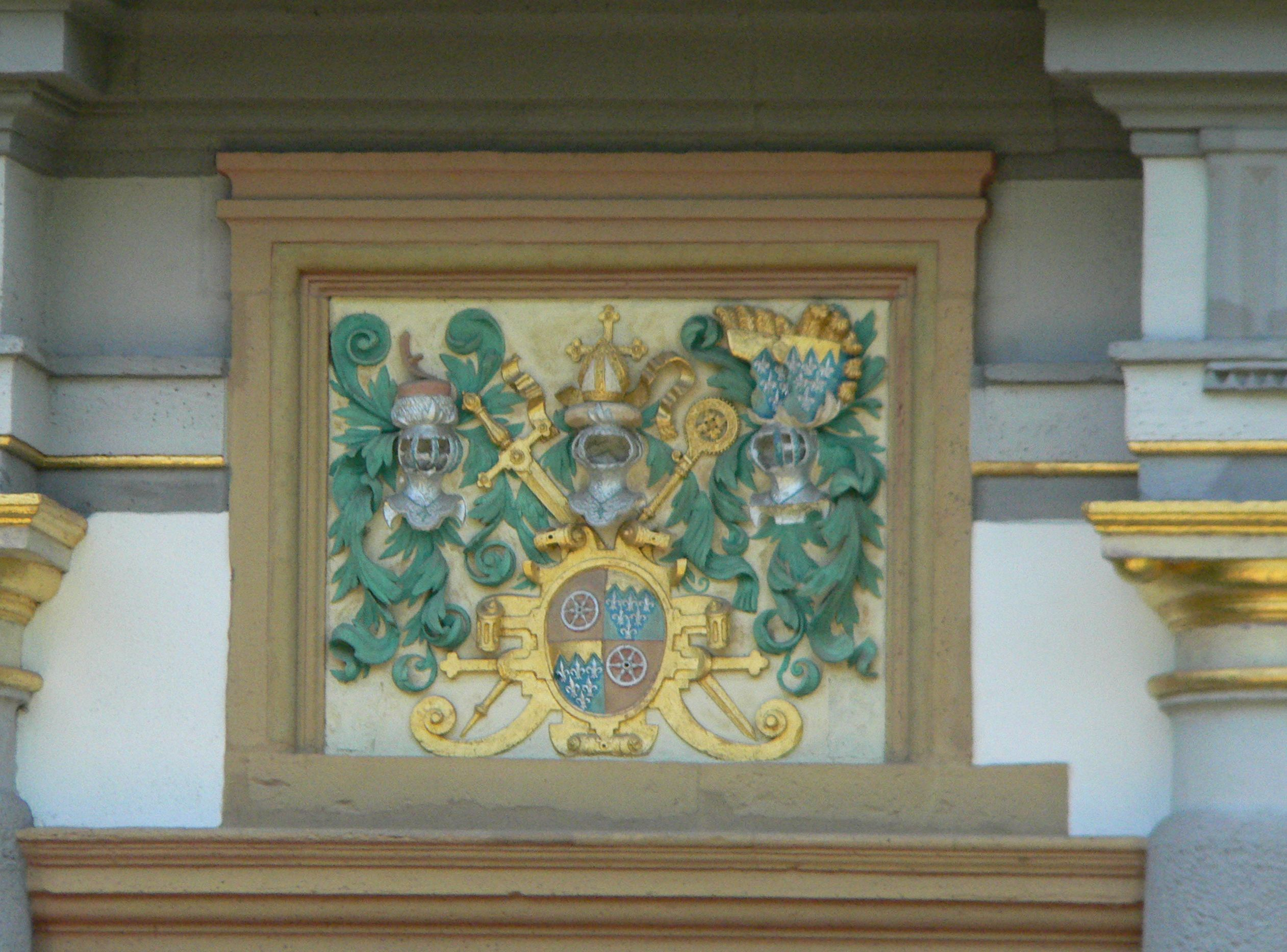
Armes de l'archevêque Wolfgang de Dalberg, à gauche de l'entrée du Château de Höchst

Il a achète l'Hôtel de Dalberg à Höchst (Francfort-sur-le-Main) en 1586
Sur Dalberg le calendrier grégorien fut adopté à son électorat

## Sources
- Charles Clémencet, avec la collaboration de Maur Dantine et d'Ursin Durand, L'Art de vérifier les dates, 1750